# Сакраменто Кінгз
«Сакраменто Кінгз» (англ. Sacramento Kings) — професійна баскетбольна команда, заснована у 1945, розташована в місті Сакраменто в штаті Каліфорнія. Команда є членом Національна баскетбольна асоціація — Тихоокеанський дивізіон, Західна Конференція, Національної баскетбольної асоціації.
Домашнім полем «Кінгз» є Ей-Ар-Сі-O(ARCO)-арена.

## Статистики
‘‘ В = Виграші, П = Поразки, П% = Процент виграних матчів’’
| Сезон                   | В    | П    | П%   | Плейоф                                                                                 | Результати                                                                 |
| ----------------------- | ---- | ---- | ---- | -------------------------------------------------------------------------------------- | -------------------------------------------------------------------------- |
| Рочестер Роялс (НБЛ)    |      |      |      |                                                                                        |                                                                            |
| 1945-46                 | 24   | 10   | .706 | Виграли в півфіналі НБЛ Виграли в фіналі НБЛ                                           | Рочестер 3, Форт Вейн 1 Рочестер 3, Шебойґан 0                             |
| 1946-47                 | 31   | 13   | .705 | Виграли в першому раунді Виграли в півфіналі НБЛ Програли в фіналі НБЛ                 | Рочестер 3, Сірак'юс 1 Рочестер 2, Форт Вайн 1 Чикаго 3, Рочестер 2        |
| 1947-48                 | 44   | 16   | .733 | Виграли в першому раунді Виграли в півфіналі НБЛ Програли в фіналі НБЛ                 | Рочестер 3, Форт Вейн 1 Рочестер 2, Андерсон 1 Міннеаполіс 3, Рочестер 1   |
| Рочестер Роялс (БАА)    |      |      |      |                                                                                        |                                                                            |
| 1948-49                 | 45   | 15   | .750 | Виграли в півфіналі дивізіону Програли в фіналі дивізіону                              | Рочестер 2, Сент-Луїс 0 Міннеаполіс 2, Рочестер 0                          |
| Рочестер Роялс (НБА)    |      |      |      |                                                                                        |                                                                            |
| 1949-50                 | 51   | 17   | .750 | Програли в Дивізіон Тайбрайкер Програли в півфіналі дивізіону                          | Міннеаполіс 78, Рочестер 76 Форт Вейн 2, Рочестер 0                        |
| 1950-51                 | 41   | 27   | .603 | Виграли в півфіналі дивізіону Виграли в фіналі дивізіону Виграли в фіналі              | Рочестер 2, Форт Вейн 1 Рочестер 3, Міннеаполіс 1 Рочестер 4, Нью-Йорк 3   |
| 1951-52                 | 41   | 25   | .621 | Виграли в півфіналі дивізіону Програли в фіналі дивізіону                              | Рочестер 2, Форт Вайн 0 Міннеаполіс 3, Рочестер 1                          |
| 1952-53                 | 44   | 26   | .629 | Програли в півфіналі дивізіону                                                         | Форт Вейн 2, Рочестер 1                                                    |
| 1953-54                 | 44   | 28   | .611 | Програли в фіналі дивізіону                                                            | 2-1 Міннеаполіс 2, Рочестер 1                                              |
| 1954-55                 | 29   | 43   | .403 | Програли в півфіналі дивізіону                                                         | Міннеаполіс 2, Рочестер 1                                                  |
| 1955-56                 | 31   | 41   | .431 |                                                                                        |                                                                            |
| 1956-57                 | 31   | 41   | .431 |                                                                                        |                                                                            |
| Цинциннаті Роялс        |      |      |      |                                                                                        |                                                                            |
| 1957-58                 | 33   | 39   | .458 | Програли в півфіналі дивізіону                                                         | Детройт 2, Цинциннаті 0                                                    |
| 1958-59                 | 19   | 53   | .264 |                                                                                        |                                                                            |
| 1959-60                 | 19   | 56   | .253 |                                                                                        |                                                                            |
| 1960-61                 | 33   | 46   | .418 |                                                                                        |                                                                            |
| 1961-62                 | 43   | 37   | .538 | Програли в півфіналі дивізіону                                                         | Детройт 3, Цинциннаті 1                                                    |
| 1962-63                 | 42   | 38   | .525 | Виграли в півфіналі дивізіону                                                          | Цинциннаті 3, Сірак'юс 2 Бостон 4, Цинциннаті 3                            |
| 1963-64                 | 55   | 25   | .688 | Виграли в півфіналі дивізіону Програли в фіналі дивізіону                              | Цинциннаті 3, Філадельфія 2 Бостон 4, Цинциннаті 1                         |
| 1964-65                 | 48   | 32   | .600 | Програли в півфіналі дивізіону                                                         | Філадельфія 3, Цинциннаті 1                                                |
| 1965-66                 | 45   | 35   | .563 | Програли в півфіналі дивізіону                                                         | Бостон 3, Цинциннаті 2                                                     |
| 1966-67                 | 39   | 42   | .481 | Програли в півфіналі дивізіону                                                         | Філадельфія 3, Цинциннаті 1                                                |
| 1967-68                 | 39   | 43   | .476 |                                                                                        |                                                                            |
| 1968-69                 | 41   | 41   | .500 |                                                                                        |                                                                            |
| 1969-70                 | 36   | 46   | .439 |                                                                                        |                                                                            |
| 1970-71                 | 33   | 49   | .402 |                                                                                        |                                                                            |
| 1971-72                 | 30   | 52   | .366 |                                                                                        |                                                                            |
| Канзас-Сіті-Омаха Кінгз |      |      |      |                                                                                        |                                                                            |
| 1972-73                 | 36   | 46   | .439 |                                                                                        |                                                                            |
| 1973-74                 | 33   | 49   | .402 |                                                                                        |                                                                            |
| 1974-75                 | 44   | 38   | .537 | Програли в півфіналі конференції                                                       | Чикаго 4, Канзас-Сіті 2                                                    |
| Канзас-Сіті Кінгз       |      |      |      |                                                                                        |                                                                            |
| 1975-76                 | 31   | 51   | .378 |                                                                                        |                                                                            |
| 1976-77                 | 40   | 42   | .488 |                                                                                        |                                                                            |
| 1977-78                 | 31   | 51   | .378 |                                                                                        |                                                                            |
| 1978-79                 | 48   | 34   | .585 | Програли в півфіналі конференції                                                       | Фінікс 4, Канзас-Сіті 1                                                    |
| 1979-80                 | 47   | 35   | .573 | Програли в першому раунді                                                              | Фінікс 2, Канзас-Сіті 1                                                    |
| 1980-81                 | 40   | 42   | .488 | Виграли в першому раунді Виграли в півфіналі конференції Програли в фіналі конференції | Канзас-Сіті 2, Портланд 1 Канзас-Сіті 4, Фінікс 3 Х'юстон 4, Канзас-Сіті 1 |
| 1981-82                 | 30   | 52   | .366 |                                                                                        |                                                                            |
| 1982-83                 | 45   | 37   | .549 |                                                                                        |                                                                            |
| 1983-84                 | 38   | 44   | .463 | Програли в першому раунді                                                              | Лос-Анджелес 3, Канзас-Сіті 0                                              |
| 1984-85                 | 31   | 51   | .378 |                                                                                        |                                                                            |
| Сакраменто Кінгз        |      |      |      |                                                                                        |                                                                            |
| 1985-86                 | 37   | 45   | .451 | Програли в першому раунді                                                              | Х'юстон 3, Сакраменто 0                                                    |
| 1986-87                 | 29   | 53   | .354 |                                                                                        |                                                                            |
| 1987-88                 | 24   | 58   | .293 |                                                                                        |                                                                            |
| 1988-89                 | 27   | 55   | .329 |                                                                                        |                                                                            |
| 1989-90                 | 23   | 59   | .280 |                                                                                        |                                                                            |
| 1990-91                 | 25   | 57   | .305 |                                                                                        |                                                                            |
| 1991-92                 | 29   | 53   | .354 |                                                                                        |                                                                            |
| 1992-93                 | 25   | 57   | .305 |                                                                                        |                                                                            |
| 1993-94                 | 28   | 54   | .341 |                                                                                        |                                                                            |
| 1994-95                 | 39   | 43   | .476 |                                                                                        |                                                                            |
| 1995-96                 | 39   | 43   | .476 | Програли в першому раунді                                                              | Сієтл 3, Сакраменто 1                                                      |
| 1996-97                 | 34   | 48   | .415 |                                                                                        |                                                                            |
| 1997-98                 | 27   | 55   | .329 |                                                                                        |                                                                            |
| 1998-99                 | 27   | 23   | .540 | Програли в першому раунді                                                              | Юта 3, Сакраменто 2                                                        |
| 1999-00                 | 44   | 38   | .537 | Програли в першому раунді                                                              | Лос-Анджелес 3, Сакраменто 2                                               |
| 2000-01                 | 55   | 27   | .672 | Виграли в першому раунді Програли в півфіналі конференції                              | Сакраменто 3, Фінікс 1 Лос-Анджелес 4, Сакраменто 0                        |
| 2001-02                 | 61   | 21   | .744 | Виграли в першому раунді Виграли в півфіналі конференції Програли в фіналі конференції | Сакраменто 3, Юта 1 Сакраменто 4, Даллас 1 Лос-Анджелес 4, Сакраменто 3    |
| 2002-03                 | 59   | 23   | .720 | Виграли в першому раунді Програли в півфіналі конференції                              | Сакраменто 4, Юта 1 Сакраменто 4, Даллас 3                                 |
| 2003-04                 | 55   | 27   | .672 | Виграли в першому раунді Програли в півфіналі конференції                              | Сакраменто 4, Даллас 1 Міннесота 4, Сакраменто 3                           |
| 2004-05                 | 50   | 32   | .610 | Програли в першому раунді                                                              | Сієтл 4, Сакраменто 1                                                      |
| 2005-06                 | 44   | 38   | .537 | Програли в першому раунді                                                              | Сан-Антоніо 4, Сакраменто 2                                                |
| 2006-07                 | 33   | 49   | .402 |                                                                                        |                                                                            |
| 2007-08                 | 38   | 44   | .463 |                                                                                        |                                                                            |
| 2008-09                 | 17   | 65   | .207 |                                                                                        |                                                                            |
| 2009-10                 | 25   | 57   | .305 |                                                                                        |                                                                            |
| 2010-11                 | 24   | 58   | .293 |                                                                                        |                                                                            |
| 2011-12                 | 22   | 44   | .333 |                                                                                        |                                                                            |
| Сума                    | 2346 | 2695 | .465 |                                                                                        |                                                                            |
| Плейоф                  | 76   | 109  | .411 | 1 чемпіонат                                                                            |                                                                            |